# William Bathe
Pour les articles homonymes, voir Bathe.
William Bathe, né le 2 avril 1564 à Dublin et mort le 17 juin 1614 à Madrid, est un musicographe irlandais.

## Biographie
Il fait ses études à l'Université d'Oxford avant d'enseigner la ménmonique à la reine Élisabeth Ire. Il lui a d'ailleurs présenté une harpe irlandaise de sa conception. En 1591, il part pour l'Espagne puis pour les Flandres où il entre dans l'ordre des jésuites en 1596. Il se fait ordonner à Padoue en 1599 puis retourne en Espagne en 1601 où il est nommé directeur spirituel du Collège irlandais de Lisbonne en 1604. Il s'installe ensuite à Madrid où il reste jusqu'à son décès.
Il est connu pour avoir fixé des règles précises pour le placement des accidents, ainsi que pour avoir changé le système des modes en hexacordes en gammes basées sur l'octave. Il est l'auteur d'un des plus anciens ouvrages théoriques de la musique.

## Œuvres
- A Brief Introduction to the True Art of Musicke (Londres, 1584)
- A Brief Introduction to the Skill of Song (Londres, ca. 1587)